# Deutsche Vereinsbank
Die Deutsche Vereinsbank KGaA war eine Bank in Frankfurt am Main. Die Gesellschaft wurde 1871 gegründet. Später wurden einige Privatbankhäuser in Frankfurt, Wiesbaden, Mainz und Hanau übernommen.

## Geschichte

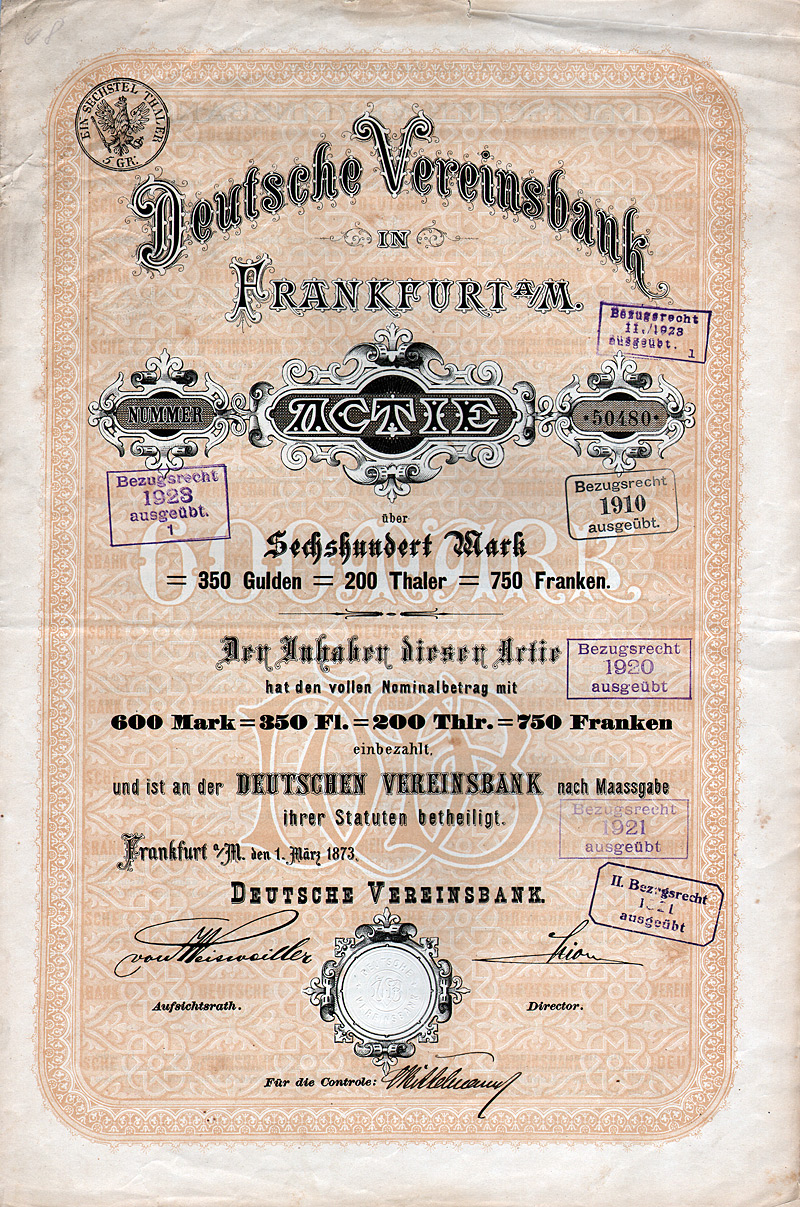
Aktie über 600 Mark der Deutschen Vereinsbank vom 1. März 1873

Die Deutsche Vereinsbank ist im Jahr 1871 von mehreren deutschen Banken gegründet worden. Das Gründungskonsortium wurde von der Württembergischen Vereinsbank in Stuttgart und der Rheinischen Creditbank in Mannheim geführt. In den 1880er Jahren trat die Deutsche Vereinsbank in enge Beziehungen zum Wiener Bankverein und der Deutschen Bank. Obwohl die letztere einen großen Einfluss auf die Gesellschaft hatte, kam es 1929 schließlich zur Verschmelzung mit der Deutsche Effecten- und Wechsel-Beteiligungsgesellschaft und nicht zu einer Übernahme durch die Deutsche Bank.
Die Gesellschaft war gemeinsam mit der Anglo-Deutschen Bank und der M.M.Warburg & CO aus Hamburg, der Deutschen Bank und dem Bankhaus E. J. Meyer aus Berlin und der Anglo-Österreichischen Bank aus Wien Mitbegründerin der Internationalen Baugenossenschaft. Hierfür wurden insgesamt 10.000.000 Taler zur Verfügung gestellt. Bis 1873 übernahm die Deutsche Vereinsbank 62 % des Aktienkapitals an dieser Genossenschaft.
Die Deutsche Vereinsbank gab in den Jahren 1873 bis 1921 mehrere Aktienpakete in unterschiedlichen Stückelungen heraus. Beispielsweise 1873 eine 600 Mark Aktie mit einem rechnerischen Wert von 350 Gulden, 200 Thalern oder 750 Franken.